# Hilder Florentina Smith

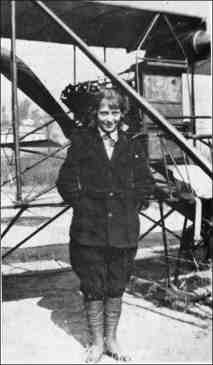
Hilder Florentina Smith

Gedenktafel im Portal of the Folded Wings Shrine to Aviation

Hilder Florentina Smith (* 10. August 1890; † 11. Januar 1977 in San Diego, Kalifornien) war die erste weibliche Flugzeugführerin und die erste Frau in den USA, die ein Passagierflugzeug auf dem Flughafen Los Angeles International Airport flog.

## Leben
Sie wurde am 10. August 1890 als Hilder Florentina Youngber geboren.  1907 heiratete sie James Floyd Smith, Testpilot und Ausbilder bei der Glenn L. Martin Company. Am 10. Juni 1914 führte sie ihren ersten Solo-Flug durch. Der erste Sohn, Sylvester Smith, wurde im Alter von 11 von einem Auto im Jahr 1919 in Chicago getötet. Sie hatten noch einen zweiten Sohn, Prevost Vedrines Smith (1913–1991). Ihr Ehemann starb 1956 in San Diego, Kalifornien, an Krebs.
Hilder Smith wurde landesweit bekannt durch ihre Kunstflüge und Fallschirmabsprünge. Ihr erster Reißleinen-Fallschirm aus dem Jahre 1919, der von ihrem Mann konstruiert und entwickelt wurde, befindet sich im Air Force Museum in Dayton, Ohio.
Sie starb am 11. Januar 1977 und wurde im Portal of the Folded Wings Shrine to Aviation neben ihrem Ehemann James Floyd Smith in Kalifornien bestattet.
| Personendaten    | Personendaten                  |
| ---------------- | ------------------------------ |
| NAME             | Smith, Hilder Florentina       |
| ALTERNATIVNAMEN  | Youngber, Hilder Florentina    |
| KURZBESCHREIBUNG | US-amerikanische Flugpionierin |
| GEBURTSDATUM     | 10. August 1890                |
| STERBEDATUM      | 11. Januar 1977                |
| STERBEORT        | San Diego                      |